# Formidable (1885)
Pour les autres navires du même nom, voir Formidable.
Le Formidable était un cuirassé d'escadre de classe Amiral Baudin lancé pour la Marine nationale française en 1885. Il a été démantelé en 1910 et démoli en 1911.

## Personnalités ayant servi sur le navire
- Georges Henri Marie Nicolas André (1865-1915)

## Galerie d'images

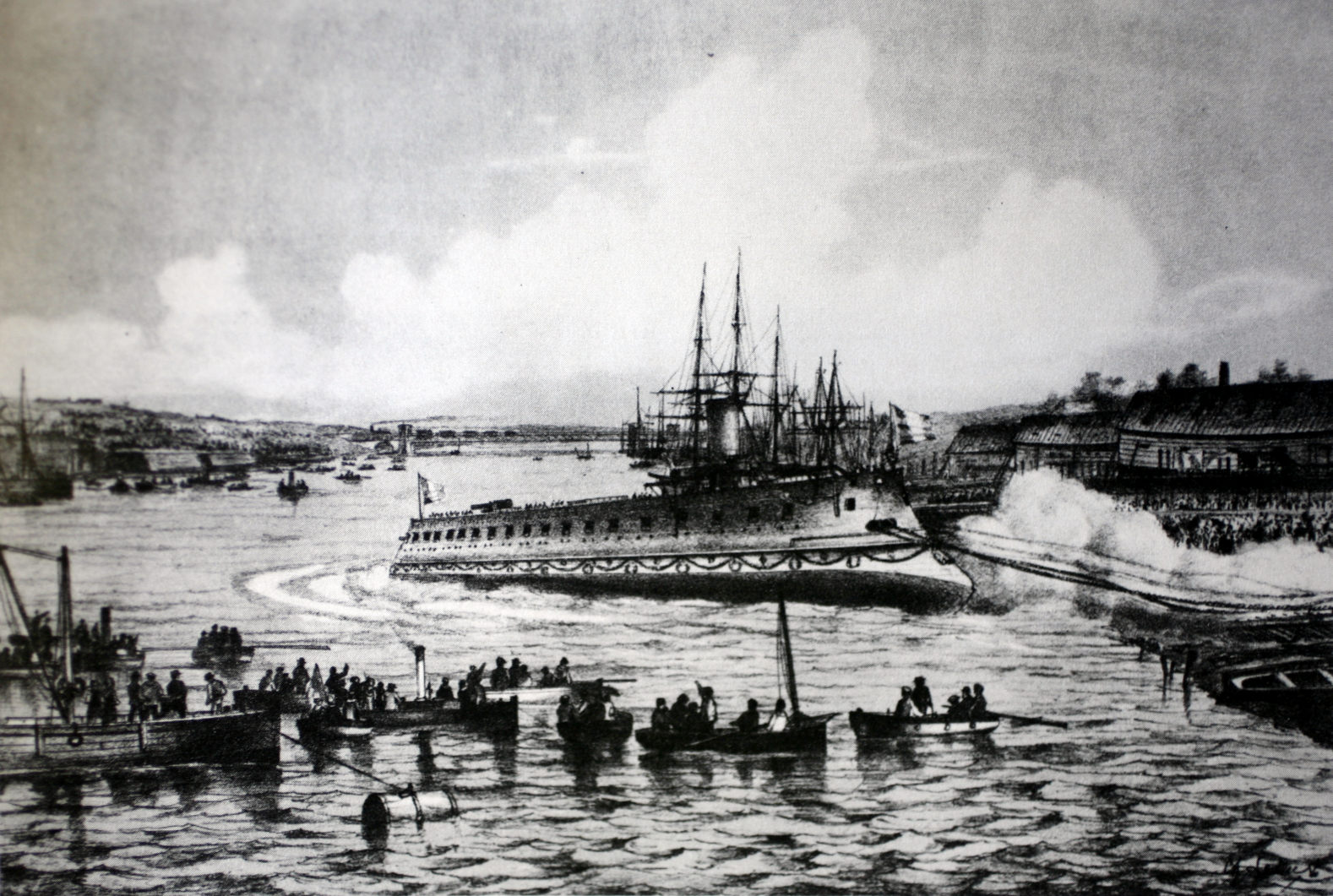
Lancement du Formidable.
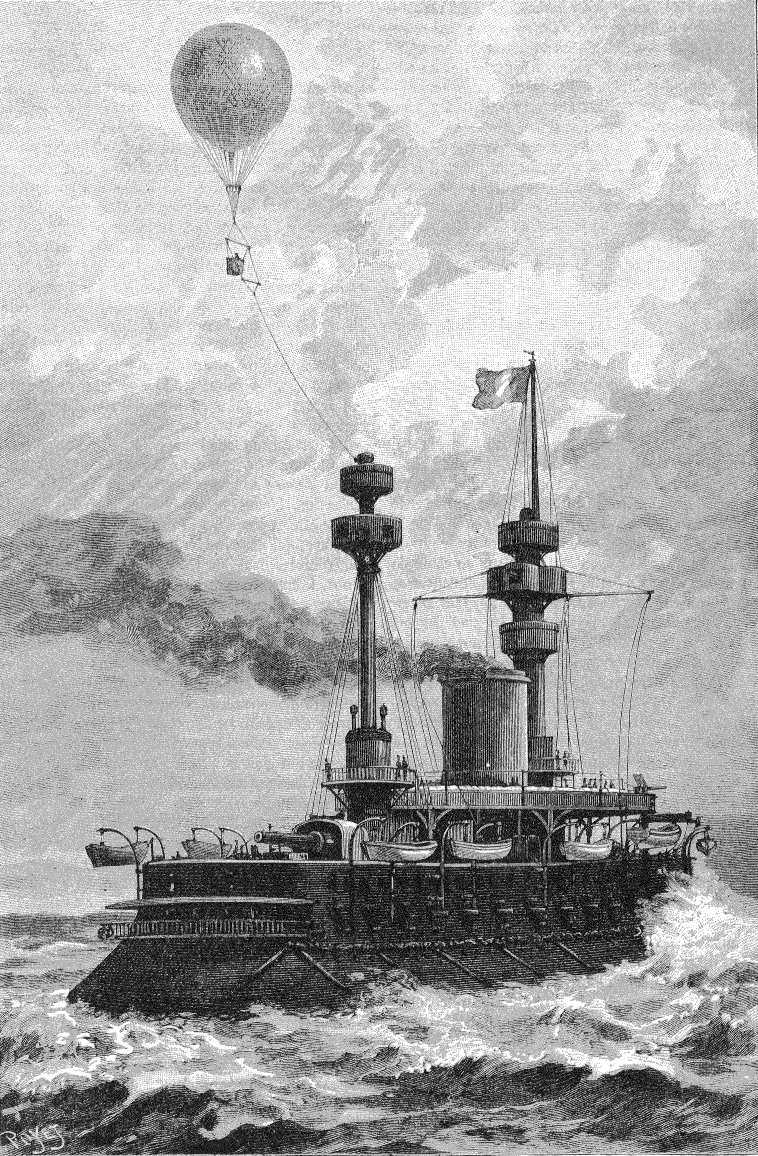
Le Formidable testant un ballon captif en 1890.